# Edvaldo Alves de Santa Rosa
Edvaldo Alves de Santa Rosa bedre kendt som Dida (26. marts 1934 – 17. september 2002) var en brasiliansk fodboldspiller, der med Brasiliens landshold vandt guld ved VM i 1958 i Sverige. Han var dog kun på banen i brasilianernes første kamp i turneringen. I alt nåede han at spille seks landskampe.
Dida spillede på klubplan for Flamengo i hjemlandet.
Også målmanden Nélson de Jesús Silva kendes under navnet Dida.